# Asterix de Galliër (film)
Asterix de Galliër (originele titel: Asterix le Gaulois) is een Belgisch-Franse animatiefilm uit 1967 gebaseerd op het gelijknamige stripboek van René Goscinny en Albert Uderzo. De film volgt de verhaallijn uit het boek nauwkeurig.

## Verhaal
Na een korte introductie van de hoofdpersonages opent de film met Asterix die een groep Romeinen verslaat. Deze zoveelste nederlaag leidt ertoe dat de Romeinse leider Caius Bonus het geheim achter de kracht van de Galliërs wil ontdekken. Met een stoelendans wordt een spion aangeduid (Caligula Minus) om bij de Galliërs, onder het mom van een gevangen Galliër, te infiltreren, zich voorstellend als Caligulaminix. Eenmaal in het dorp ontdekt de spion dat de Galliërs hun kracht krijgen van een toverdrank gemaakt door de druïde Panoramix en weet genoeg op de gevoelens van Asterix en Panoramix in te spelen om zelf van de drank te mogen proeven. Voor hij de drank echter kan stelen wordt hij ontmaskerd (tijdens een dans moet er aan elkaars snor getrokken worden; Asterix trekt de valse snor af) en is gedwongen te vluchten.
Wanneer Bonus van de drank hoort (en de effecten met eigen ogen aanziet), beveelt hij zijn mannen om Panoramix te vangen. Al snel slagen de Romeinen in hun opdracht, maar de gevangen druïde weigert ook maar iets te onthullen over de toverdrank: martelingen, astronomische geldsommen en macht belooft Bonus, maar Panoramix blijft weigeren.
Omdat Panoramix niet terugkeert naar het dorp, gaat Asterix naar hem op zoek. Dankzij een handelaar die hij aanzet zijn kar in plaats van zijn ossen te verkopen bij de Romeinen kan hij infiltreren in het Romeinse kamp, en doet alsof hij zich overgeeft aan de Romeinen om zo Panoramix te vinden.
Om te ontsnappen doen Panoramix en Asterix alsof ze akkoord gaan en toverdrank zullen maken voor de Romeinen. Panoramix vraagt expres naar zeer lastig te vinden ingrediënten zodat de Romeinen uitgeput raken van het zoeken. Bovendien maakt Panoramix geen toverdrank, maar een zeer sterk haargroeimiddel. Door hun enorme haargroei worden de soldaten machteloos. Dan maakt Panoramix snel wat echte toverdrank voor Asterix, en de twee breken uit.
Hun ontsnapping wordt verstoord door een grote groep Romeinen die zich buiten het kamp heeft verzameld, geleid door Julius Caesar zelf. Wanneer Caesar echter de chaos in het kamp ziet, ontheft hij de centurion  uit zijn taak en laat de twee Galliërs gaan.

## Rolverdeling
| Personage        | Acteur            | Nederlandse stem |
| ---------------- | ----------------- | ---------------- |
| Asterix          | Roger Carel       | Olaf Wijnants    |
| Obelix           | Jacques Morel     | Ger Smit         |
| Caius Bonus      | Pierre Trabaud    | Jan Anne Drenth  |
| Panoramix        | Lucien Raimbourg  | Paul van Gorcum  |
| Caligulaminus    | Lucien Raimbourg  | Arnold Gelderman |
| Julius Caesar    | Onbekend          | Paul van Gorcum  |
| Abraracourix     | Pierre Tornade    | Jan Anne Drenth  |
| Assurancetourix  | Jacques Jouanneau | Fred Butter      |
| Julius Pompilius | Onbekend          | Arnold Gelderman |
| Verteller        | Bernard Lavalette | Paul van Gorcum  |

## Achtergrond
De film was aanvankelijk bedoeld als een televisiefilm, maar werd uiteindelijk uitgebracht als een bioscoopfilm. De film werd geanimeerd in een Frans-Belgische coproductie in de Brusselse animatiestudio Belvision door de Belgische regisseur Ray Goossens. 
René Goscinny en Albert Uderzo wisten niet dat deze film gemaakt werd en konden de productie niet meer tegenhouden. Wel wisten ze een andere verfilming, die van Het gouden snoeimes tegen te houden. De meeste beelden werden dan ook vernietigd. Belvision had ook nog plannen voor verfilming van een ander album, maar die werden ook geannuleerd. Belvision ging hierna in samenwerking met Goscinny en Uderzo aan de slag voor de film Asterix en Cleopatra, die in 1968 verscheen.

## Trivia
- In de Engelstalige versie van de film zijn de namen van veel personages niet in overeenstemming met de Engelstalige versie van de strips. Dit komt doordat het gelijknamige album later in Verenigd Koninkrijk uitkwam dan de film.
- Vergeleken met latere tekenfilm- en liveactionfilmversies is deze eerste film nagenoeg volledig trouw aan de strip gehouden. Enkel een paar kleine details verschillen: zo wordt de rol van Abraracourcix, het stamhoofd, geminimaliseerd en die van Obelix wat meer uitgewerkt, en zien we in de smidse twee mensen aan de slag met ijzer (in de strip enkel Hoefnix).
- Caligulaminus (en de Gallische verbastering Caligulaminix) zijn naam is een woordspeling op 'kleine Caligula'. De Romein is inderdaad klein van gestalte en gebruikt manipulatie als wapen, iets wat de Romeinse heerser en tiran Caligula vaak placht te doen om zo de wreedste uitspattingen te rechtvaardigen.